# Simon Starling
Simon Starling (Epsom, 1967) is een Engelse beeldhouwer en conceptuele kunstenaar.

## Leven en werk
Starling werd geboren in Epsom in het graafschap Surrey. Hij studeerde van 1986 tot 1987 fotografie en kunst aan het Maidstone College of Art in Maidstone en aansluitend van 1987 tot 1990 aan de Trent Polytechnic in Nottingham. Hij voltooide zijn studie van 1990 tot 1992 aan de Glasgow School of Art in de Schotse stad Glasgow.
Starling ontving in 1999 een Blinky Palermo-Stipendium, werd in 2004 genomineerd voor de Hugo Boss Prize en won in 2005 de prestigieuze Turner Prize. Hij nam in 2003 en 2009 deel aan de Biënnale van Venetië en in 2004 aan de Biënnale van São Paulo in de Braziliaanse stad São Paulo.
De kunstenaar woont en werkt in Glasgow en Berlijn. Hij is hoogleraar aan de Städelschule in Frankfurt am Main.

## Enkele werken
- Home Made Eames (Formers, Jigs & Molds) (2002), Guggenheim Museum in New York
- Mahogany Pavilion (Mobile Architecture No. 1) (1963/2004), Beeldenpark van het Centro de Arte Contemporânea Inhotim in Brumadinho
- Tabernas Desert Run (2004)
- On Ton, II (2005)
- Shedboatshed (Mobile Architecture No. 2) (2005), waarmee hij de Turner Prize won[1]
- Nachbau (2007), Museum Folkwang in Essen